# City of Lismore
City of Lismore är en kommun i Australien. Den ligger i delstaten New South Wales, i den sydöstra delen av landet, omkring 600 kilometer norr om delstatshuvudstaden Sydney. Antalet invånare var 43 135 vid folkräkningen 2016.
Följande samhällen finns i City of Lismore:
- Lismore
- Goonellabah
- East Lismore
- Coraki
- Larnook
- Nimbin
- Clunes
- Koonorigan
- North Lismore
- Dunoon
- Eltham
- Bexhill
- Corndale
- Blakebrook
- Numulgi